# شوخان نور الدين
شوخان نور الدين الصالحي هي رياضية عراقية، ولدت في كركوك في ناحية ألتون كوبري العراق تلعب في عدة ألعاب رياضية ومثلت الفرق العراقية في رياضات مختلفة. تلعب كرة اليد وكرة القدم وكرة الصالات.
مثلت نادي أربيل لكرة اليد وشاركت في بطولة الأندية العربية والتي أقيمت في العاصمة الأردنية عمان سنة 2019، وحصلت على لقب الهداف، وكذلك في البطولة العربية الخامسة سنة 2021 في تونس.
كما مثلت نادي غاز الشمال لكرة الصالات وحصلت على لقب هداف الدوري العراقي النسوي.
مثلت منتخب العراق لكرة الصالات للسيدات في بطولة بطولة اتحاد غرب آسيا لكرة الصالات للسيدات 2022 والتي حصل فيها منتخب العراق لكرة الصالات للسيدات على اللقب وحصلت شوخان على لقب الهداف برصيد 8 أهداف.